# Ceratocystis cacaofunesta
Ceratocystis cacaofunesta är en svampart som beskrevs av Engelbr. & T.C. Harr. 2005. Ceratocystis cacaofunesta ingår i släktet Ceratocystis och familjen Ceratocystidaceae.   Inga underarter finns listade i Catalogue of Life.